# 松平斉典
松平 斉典（まつだいら なりつね）は、江戸時代後期の大名。武蔵国川越藩4代藩主。官位は従四位上・左近衛少将。結城松平家8代。

## 生涯
2代藩主・松平直恒の四男として誕生。兄で先代藩主の直温が22歳で死去したため家督を継ぎ、11代将軍・徳川家斉から偏諱を受けて矩典（とものり）から斉典と改名した。結城松平家は度重なる転封により借財が23万6千余両（1両＝8万円換算とすると約189億円）も累積しており、その利息と返済のための新規借入が年々4万両（同・約32億円）に上るという状況になっていた。現在でも名君として称えられる斉典の藩政は、この借財との闘いの連続であった。

### 藩財政改革
斉典は川越藩を継ぐと、農村復興を中核とする財政再建にただちに取りかかった。
1. 永続頼母子講の発講
ここで永続頼母子講とは、藩領民が集まって、掛け金を払ってもらって、まとまった金を領内で困っている者に融資する金融システムをさす。これをもって農村復興の原資にしようとしたが、天保9年（1838年）には完全に失敗に帰する。
2. 飢饉・水害対策
天保2年（1831年）に町在奉行安井政章が新政策として上申した「新建百姓政策」を採用し、天保5年（1834年）には社倉制（郷蔵制）、蚕積金制など改革を断行した。前橋分封領内では一定の効果をあげたといわれる。

### 庄内転封画策
斉典は川越から経済の内容が良い領地に転封することで、この債務を強引に整理することを画策し、大御所徳川家斉周辺に多額の工作資金を費やして国替えを働きかけた。家斉の二十五男の紀五郎（後の松平斉省）を養子として迎えたのも、その布石と言われている。はじめ斉典は老中首座の水野忠成に播磨姫路への転封を願ったが、工作の途中で忠成が急逝したため、その願いが果たせずにいた。次いで、家斉の御側御用取次の水野忠篤や紀五郎の生母お以登の方を通じて大奥にも画策し、商業が栄え肥沃な庄内平野を持つ庄内14万8000石への転封の幕命を出させることに成功した。庄内藩主酒井忠器は越後長岡藩へ、越後長岡藩主牧野忠雅は川越藩へ転封されることになった（三方領知替え）。
しかし、酒井家を慕う庄内農民が猛反発し、反対強訴で転封が滞るうちに家斉、斉省が相次いで死去したため、幕命撤回という前代未聞の結末となり、転封は中止された。

### 川越城本丸御殿建築
嘉永元年（1848年）、川越城本丸御殿を建設した。これは16棟・1025坪の規模を持っていたといわれており、今日に残る川越城唯一の遺構で全国的にも貴重である。明治維新後、大部分は破却され、現存しているのは玄関部分と移築復元された家老詰所のみである。

### 好学の名君
斉典は藩政改革に並行して家臣たちの教育にも力を注ぎ、藩校・博喩堂を、文政8年（1825年）江戸藩邸に、文政10年（1827年）には川越城内西大手門北側にも開講し、藩医・保岡嶺南（英碩）を教授職に迎え、退廃した藩気風の引き締めと藩財政振興を図った。
天保15年（1844年）には英碩に命じて、頼山陽の『日本外史』を校訂し出版させた。これは川越版と称されて、その版木も松平家に保管され歴史的価値も高かったが、昭和20年（1945年）の空襲で松平邸の所蔵庫が炎上し、他の宝物と共に失われた。

## 年表
- 寛政9年（1797年）：松平大和守直恒の四男として生まれる。
- 文化13年（1816年）：兄の直温が死去したため、川越藩松平家を相続。従四位下・大和守に叙任される。
- 文政3年（1820年）：武蔵国内の領地のうち1万5千石を相模国内と替地され、相州警固役を命ぜられる。500人を超える藩兵を派遣。
- 文政8年（1825年）：11代将軍・徳川家斉の二十四男・紀五郎（後の松平斉省）を養子にする。
- 文政10年（1827年）：侍従に叙任される。
- 天保6年（1835年）：従四位上少将に昇格。
- 天保8年（1837年）：モリソン号事件。異国船打払令により浦賀に派遣された藩兵が同船を砲撃する。
- 天保11年（1840年）：出羽庄内藩に転封を命ぜられる。
- 天保12年（1841年）：庄内農民の反対により国替中止。かわりに武蔵国内で2万石加増の台命が下る。
- 弘化3年（1846年）：アメリカ東インド艦隊司令官ビッドルが黒船2隻を率いて来航。藩士が接触する。
- 嘉永3年（1850年）：死去。享年54。

## 系譜
- 父：松平直恒（1762-1810）
- 母：菊池氏
- 養父：松平直温
- 正室：徳 - 宗義功の娘
- 室：お登勢 - 矢部氏
  - 長男：松平典常（1825-1854）
  - 四男：松平典則（1836-1883）
- 養子
  - 男子：松平斉省（1823-1841） - 徳川家斉の二十五男
  - 女子：鉚 - 松平斉省正室、松平直温の娘